# Список пресмыкающихся Грузии
Список пресмыкающихся Грузии
На территории Грузии представлены 3 вида черепах, не менее 29 видов ящериц, не менее 24 видов змей, не представлены крокодилы и клювоголовые.

## ОтрядЧерепахи(Testudines)
- Семейство Американские пресноводные черепахи (Emydidae)[1] (см. Пресноводные черепахи)
  - Род Болотные черепахи (Emys)[2]
    - Вид Болотная черепаха (Emys orbicularis);
- Семейство Азиатские пресноводные черепахи (Geoemydidae)
  - Род Водные черепахи (Mauremys)
    - Вид Каспийская черепаха (Mauremys caspica);
- Семейство Сухопутные черепахи (Testudinidae)
  - Средиземноморские черепахи (Testudo)
    - Вид Средиземноморская черепаха (Testudo graeca);

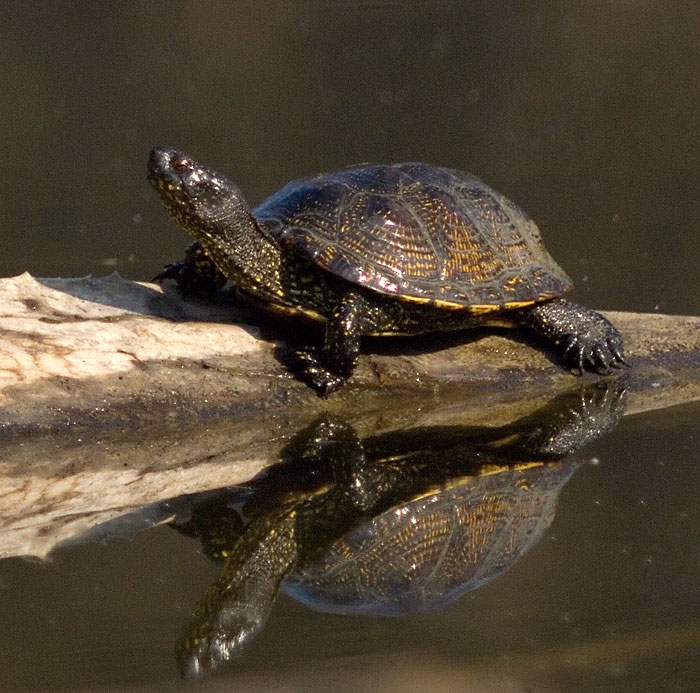
Болотная черепаха
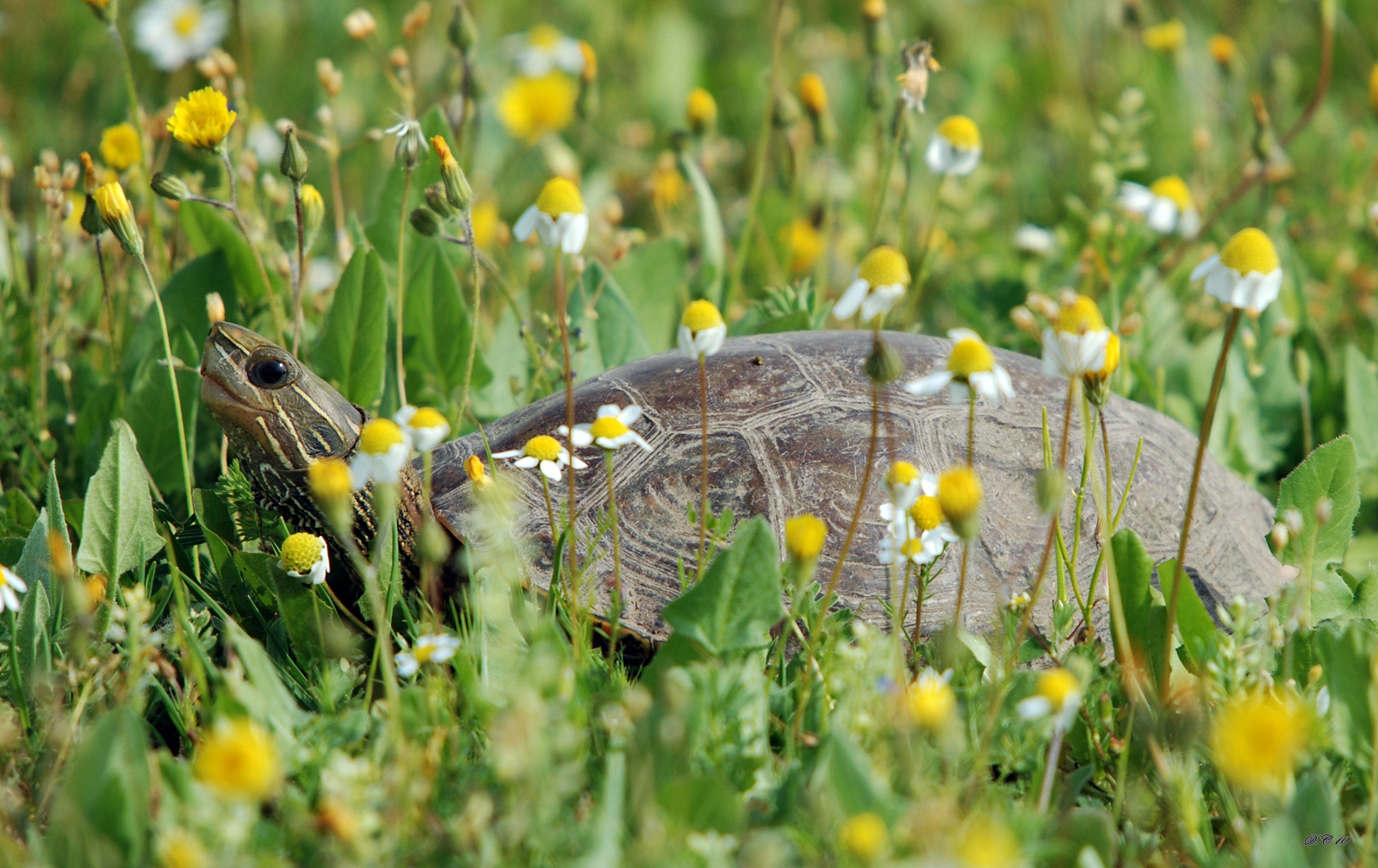
Каспийская черепаха
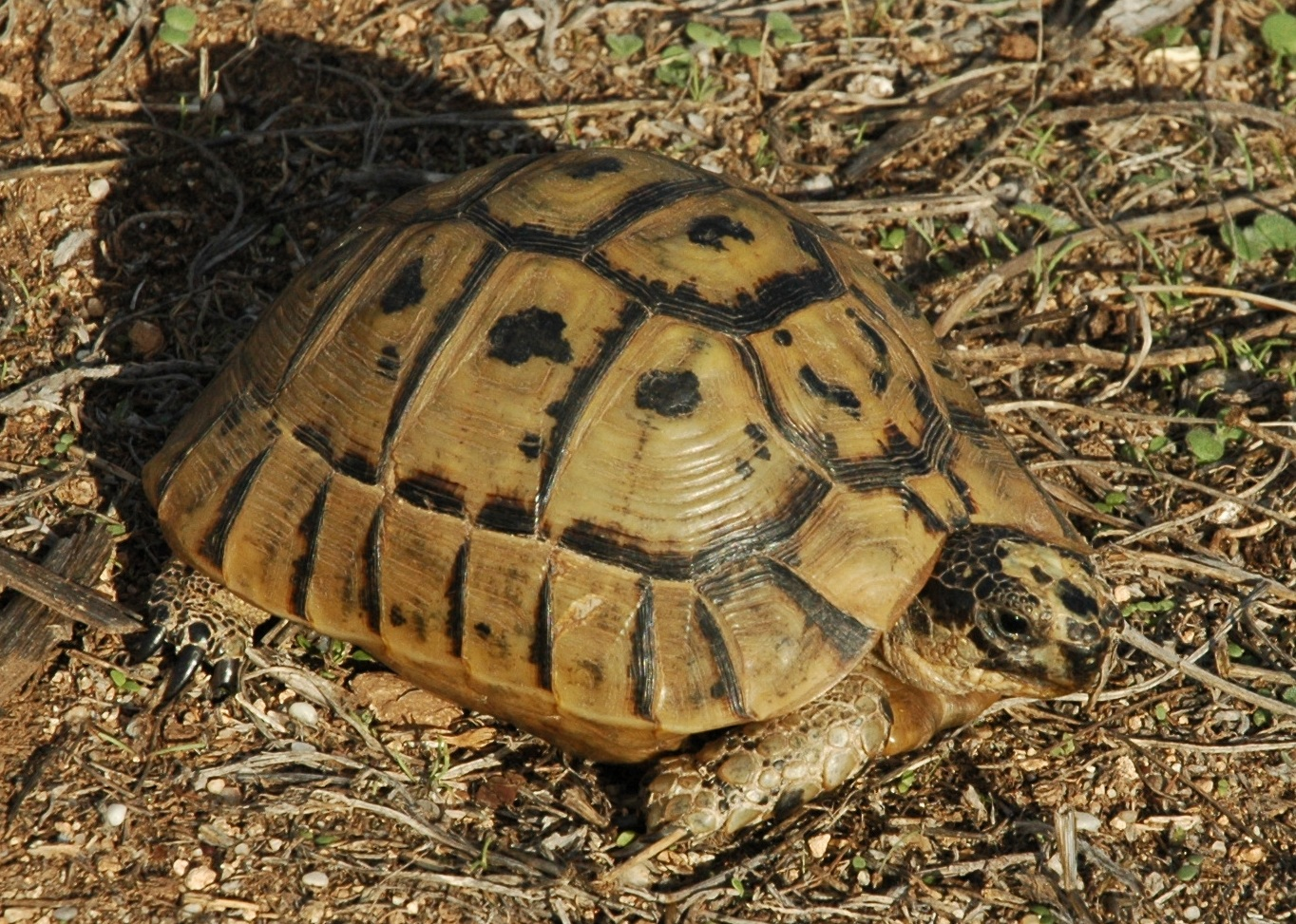
Средиземноморская черепаха

## ОтрядЯщерицы(Sauria)
- Семейство  Гекконы, или Цепкопалые (Gekkonidae) 
  - Род Тонкопалые гекконы (Cyrtopodion)
    - Вид Каспийский геккон (Cyrtopodion caspius)[3];
- Семейство Агамовые (Agamidae)
  - Род Азиатские горные агамы (Laudakia)
    - Вид Кавказская агама (Laudakia caucasia);
- Семейство Веретенициевые (Anguidae)
  - Род Веретеницы (Anguis)
    - Вид Веретеница ломкая или Медяница (Anguis fragilis);

  - Род Панцирные веретеницы (Pseudopus)[2]
    - Вид Желтопузик или Глухарь (Pseudopus apodus);
- Семейство Сцинковые (Scincidae)
  - Род Гологлазы (Ablepharus)
    - Вид Азиатский гологлаз (Ablepharus pannonicus);

  - Род Длинноногие сцинки (Eumeces)
    - Вид Длинноногий сцинк (Eumeces schneideri);
- Семейство Настоящие ящерицы (Lacertidae)
  - Род Скальные ящерицы или Даревскии (Darevskia)
    - Вид Альпийская ящерица (Darevskia alpina);
    - Вид Армянская ящерица (Darevskia armeniaca);
    - Вид Скальная ящерица Браунера (Darevskia brauneri);
    - Вид Кавказская ящерица (Darevskia caucasica);
    - Вид Турецкая ящерица (Darevskia clarkorum);
    - Вид Дагестанская ящерица (Darevskia daghestanica);
    - Вид Ящерица Даля (Darevskia dehli);
    - Вид Артвинская ящерица (Darevskia derjugini);
    - Вид Чарнальская ящерица (Darevskia dryada);
    - Вид Аджарская ящерица (Darevskia mixta);
    - Вид Краснобрюхая ящерица (Darevskia parvula);
    - Вид Куринская ящерица (Darevskia portschinskii);
    - Вид Луговая ящерица (Darevskia praticola);
    - Вид Азербайджанская ящерица (Darevskia raddei);
    - Вид Грузинская ящерица (Darevskia rudis);
    - Вид Белобрюхая ящерица (Darevskia unisexualis);
    - Вид Ящерица Валентина (Darevskia valentini);

  - Род Ящурки (Eremias)
    - Вид Разноцветная ящурка (Eremias arguta);
    - Вид Быстрая ящурка (Eremias velox);

  - Род Зелёные ящерицы (Lacerta)
    - Вид Прыткая ящерица (Lacerta agilis);
    - Вид Средняя ящерица (Lacerta media);
    - Вид Полосатая ящерица (Lacerta strigata);

  - Род Змееголовки (Ophisops)
    - Вид Стройная змееголовка (Ophisops elegans);

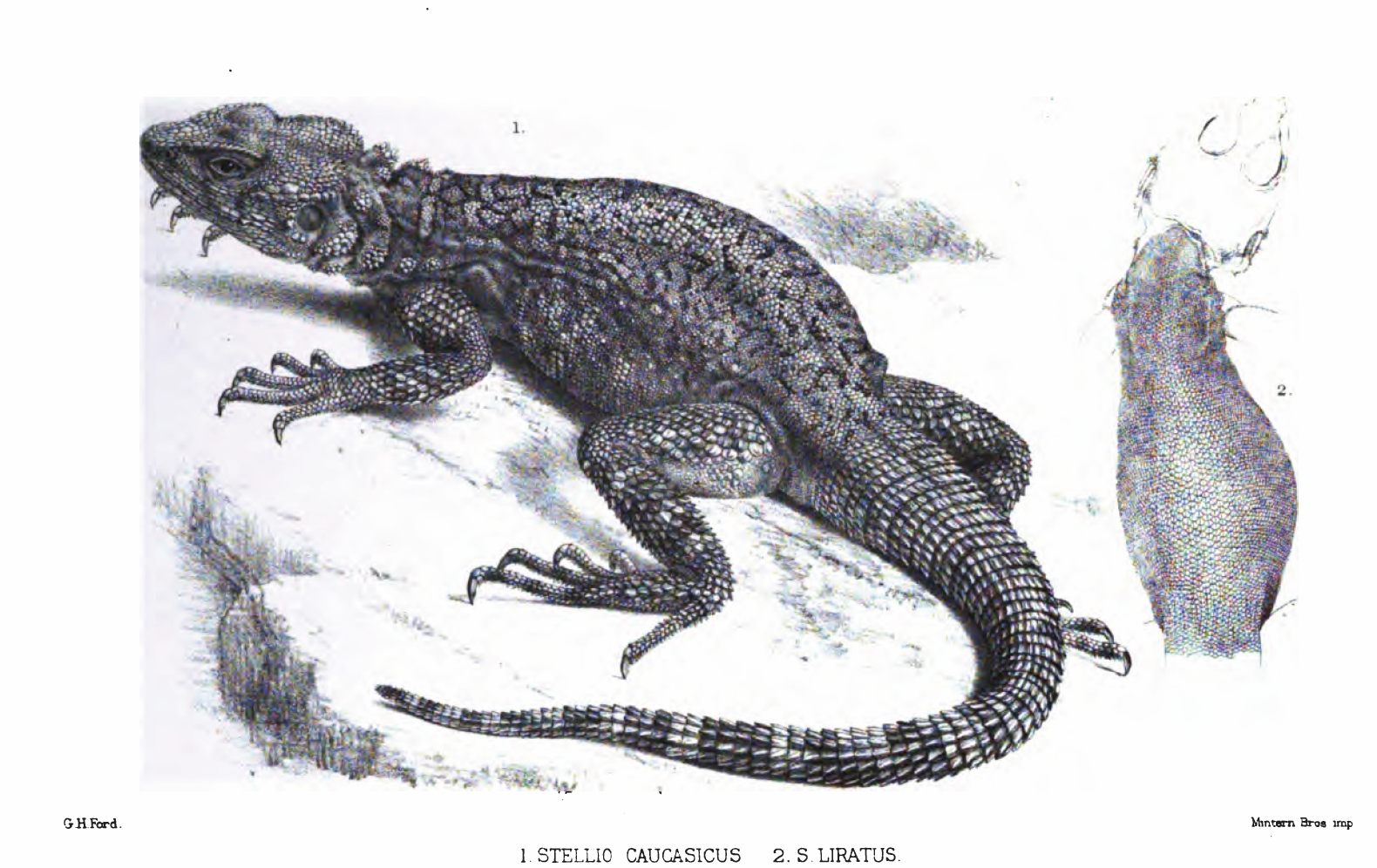
Кавказская агама
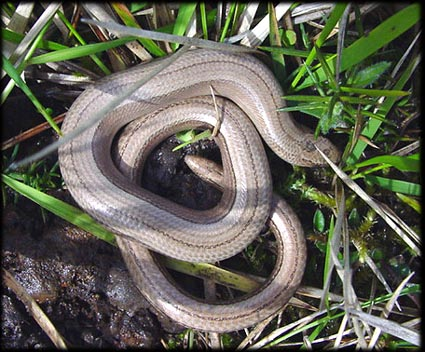
Веретеница ломкая
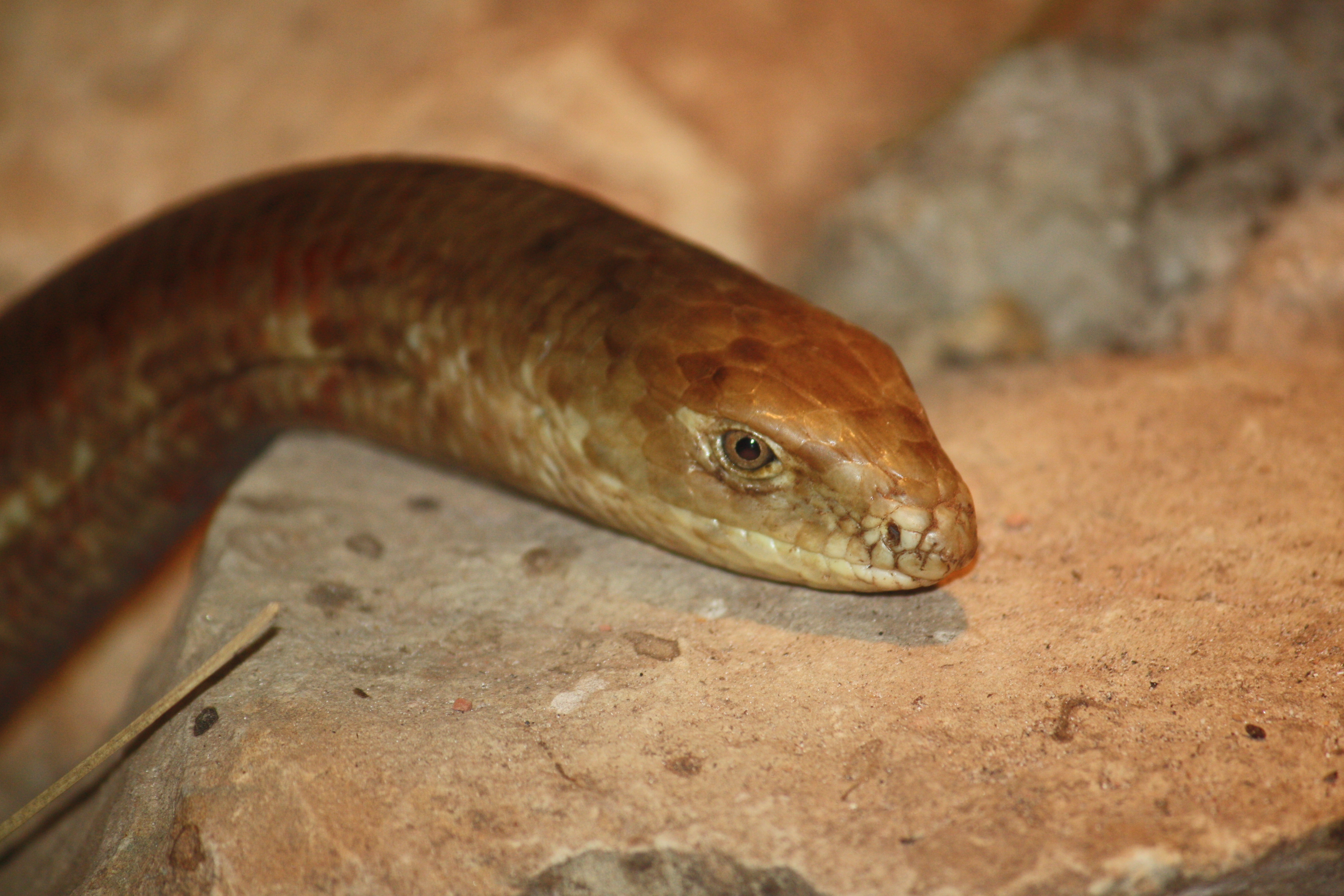
Желтопузик
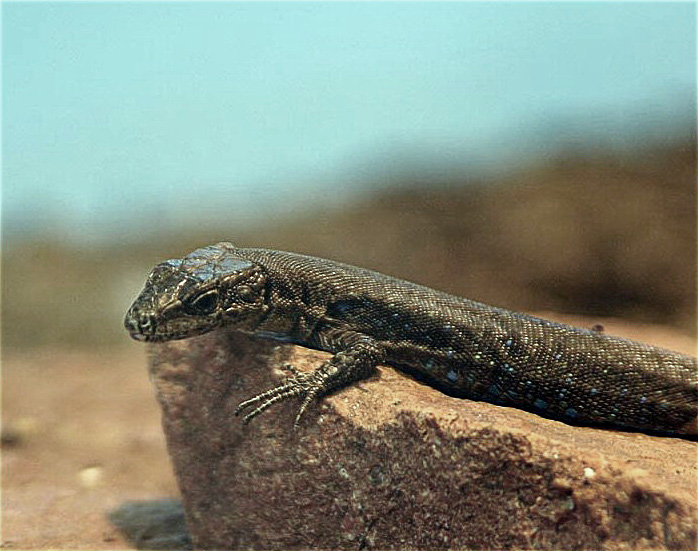
Армянская ящерица
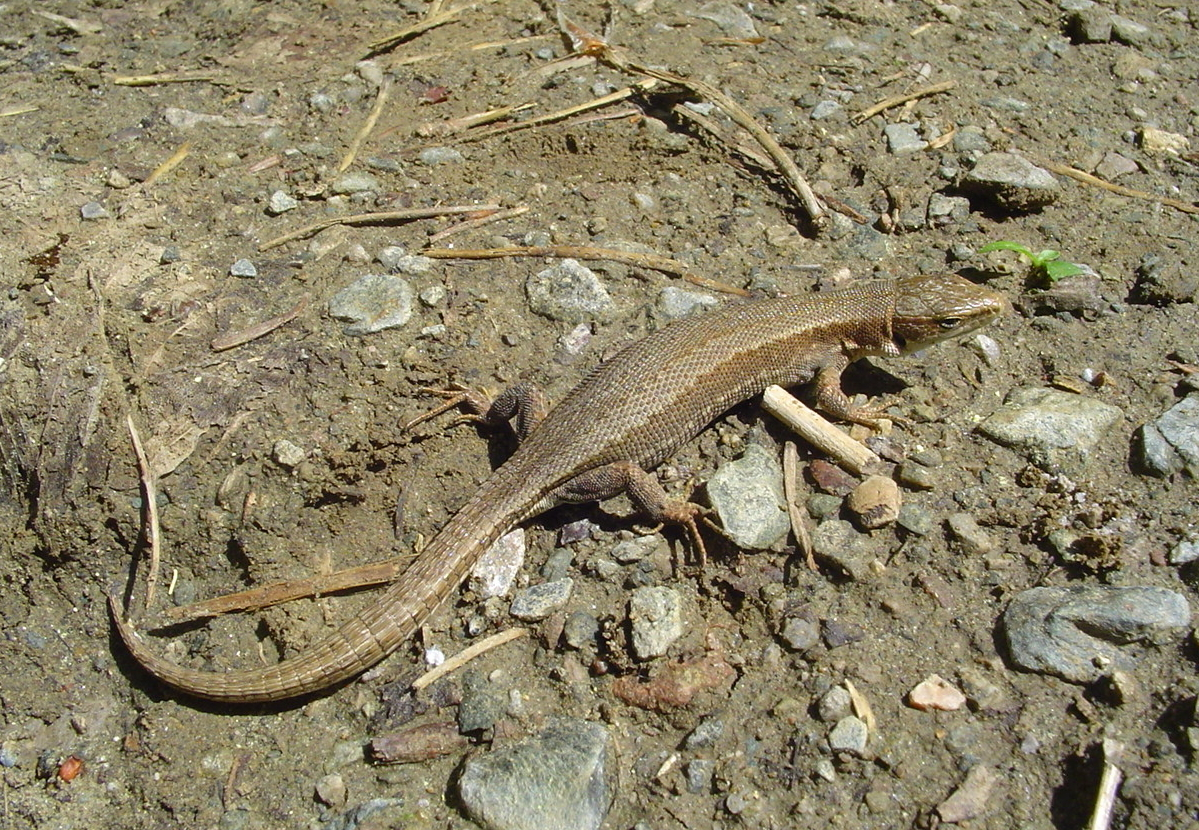
Луговая ящерица
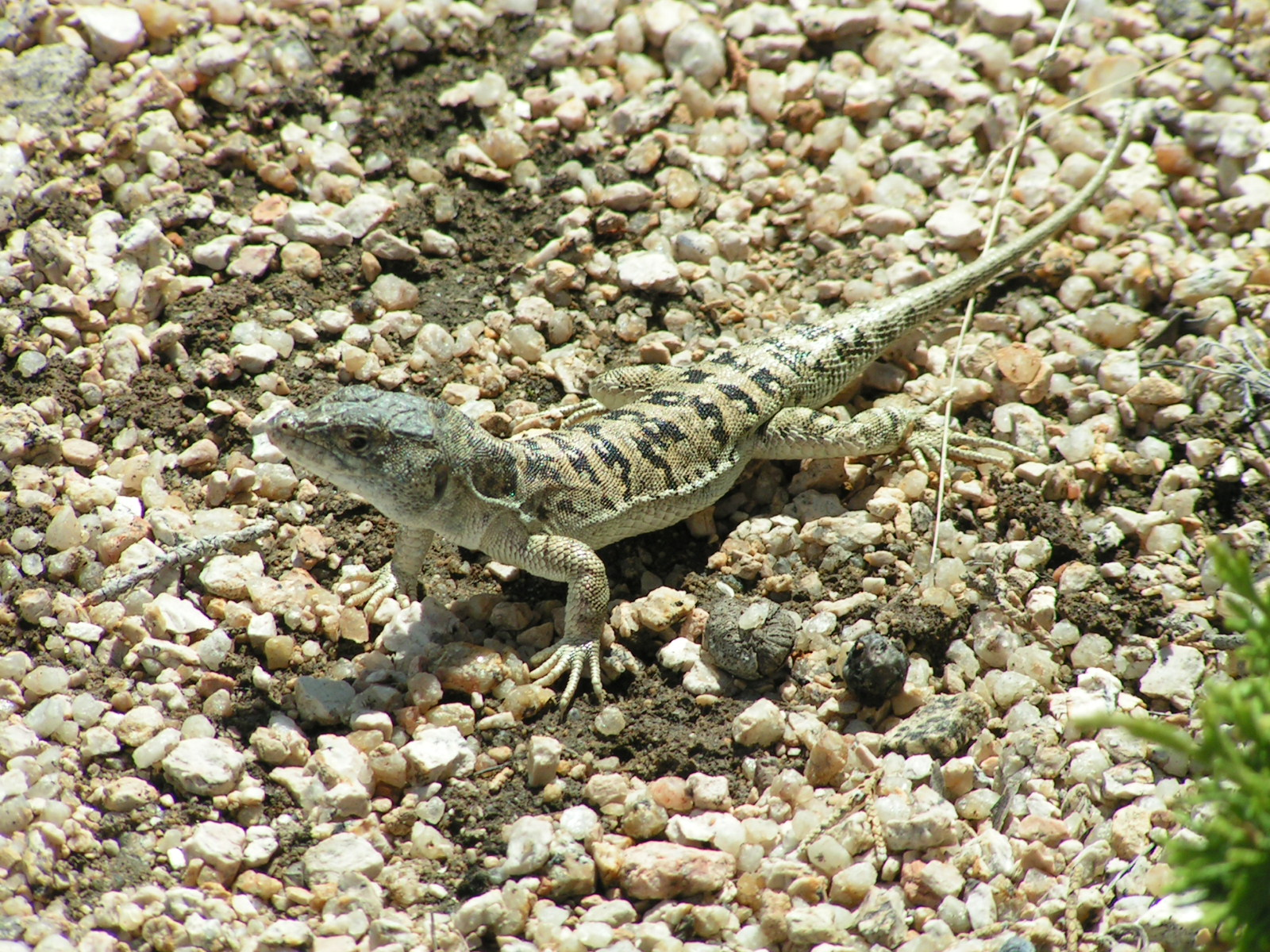
Разноцветная ящурка
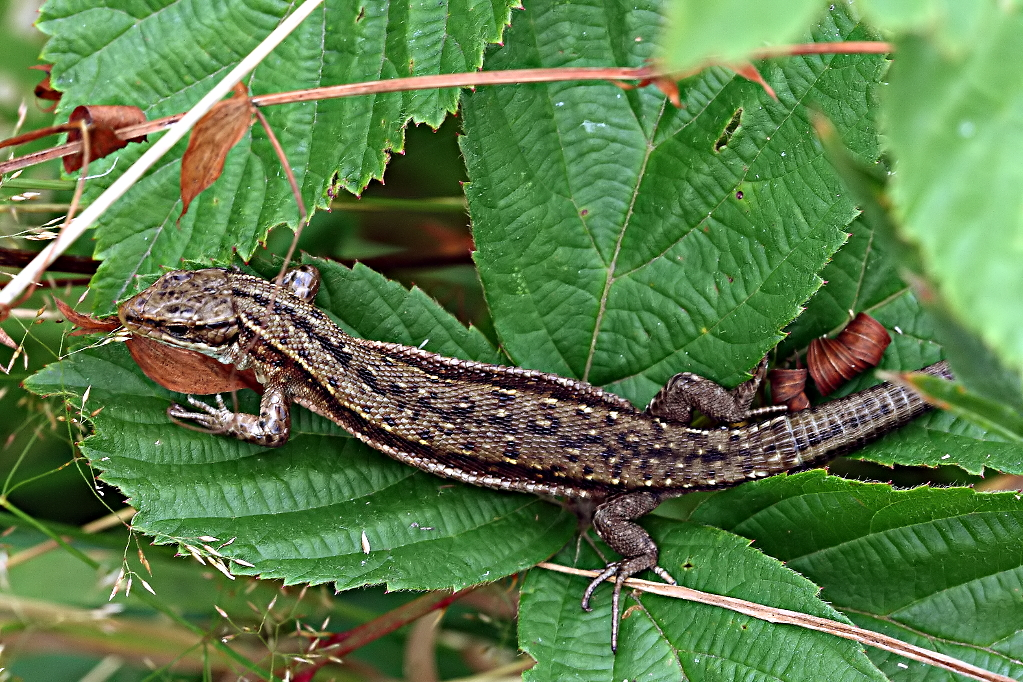
Прыткая ящерица
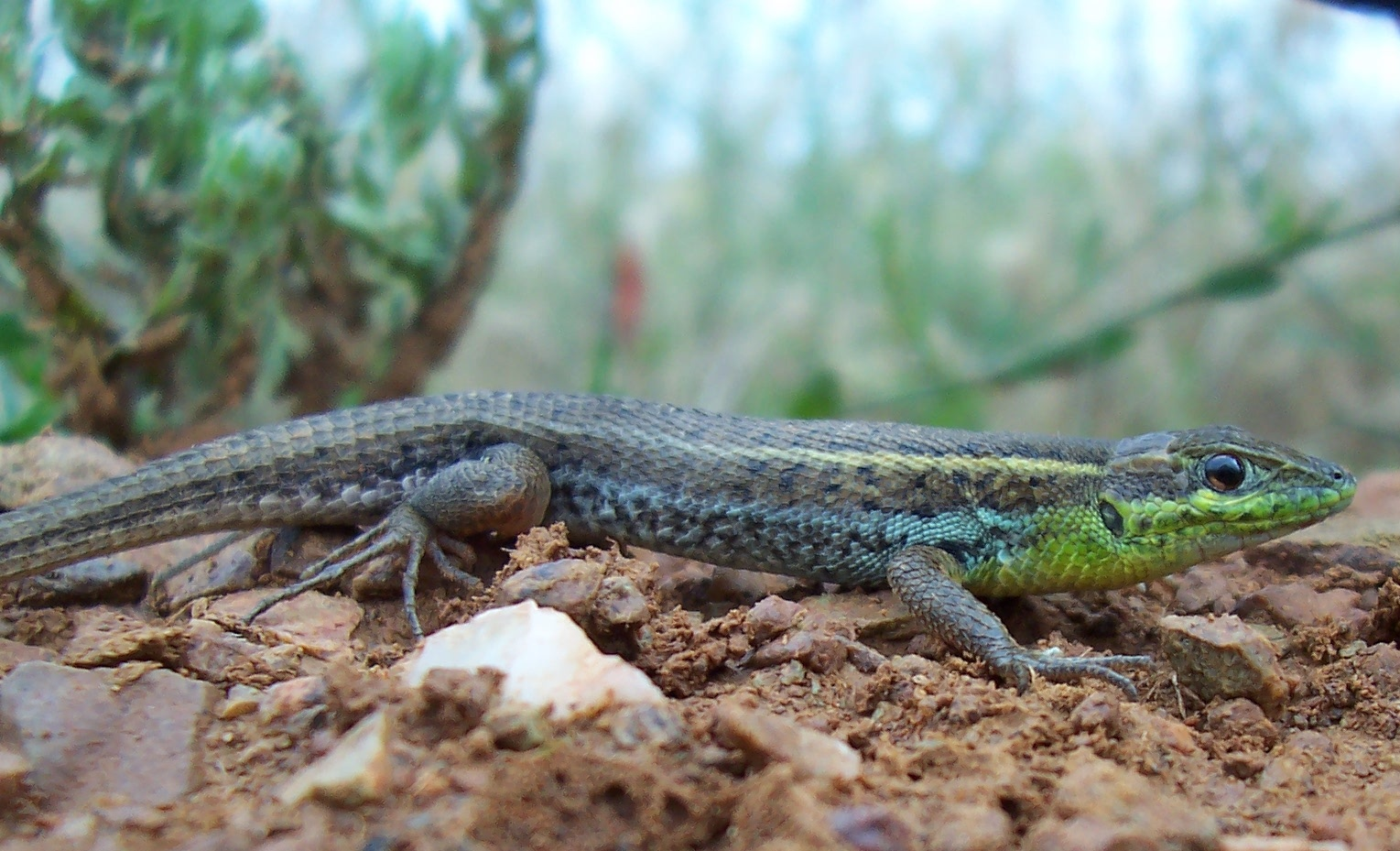
Стройная змееголовка

## ОтрядЗмеи(Serpentes)
- Семейство Слепозмейки, или Слепуны (Typhlopidae)
  - Род Слепозмейки, или слепуны (Typhlops)
    - Вид Червеобразная слепозмейка (Typhlops vermicularis);
- Семейство Ложноногие, или удавы (Boidae)
  - Род Удавчики (Eryx)
    - Вид Западный удавчик (Eryx jaculus);
- Семейство Ужеобразные (Colubridae)
  - Род Стройные полозы (Coluber)
    - Вид Оливковый полоз (Coluber najadum);
    - Вид Разноцветный полоз (Coluber ravergieri);
    - Вид Полосатый полоз (Coluber spinalis);

  - Род Медянки (Coronella)
    - Вид Обыкновенная медянка (Coronella austriaca);

  - Род Эйренис (Eirenis)
    - Вид Ошейниковый эйренис (Eirenis collarus);
    - Вид Смирный эйренис (Eirenis modestus);

  - Род Лазающие полозы (Elaphe)
    - Вид Узорчатый полоз (Elaphe dione);
    - Вид Закавказский полоз (Elaphe hohenackeri);
    - Вид Эскулапов полоз (Elaphe longissima);
    - Вид Палласов полоз (Elaphe sauromates);

  - Род Гиерофисы (Hierophis)
    - Вид Краснобрюхий полоз (Hierophis schmidti);

  - Род Ящеричные змеи (Malpolon)
    - Вид Ящеричная змея (Malpolon monspessulanus);

  - Род Настоящие ужи (Natrix)
    - Вид Колхидский уж (Natrix megalocephala);
    - Вид Обыкновенный уж (Natrix natrix);
    - Вид Водяной уж (Natrix tesellata);

  - Род Кошачьи змеи (Telescopus)
    - Вид Кавказская кошачья змея (Telescopus fallax);

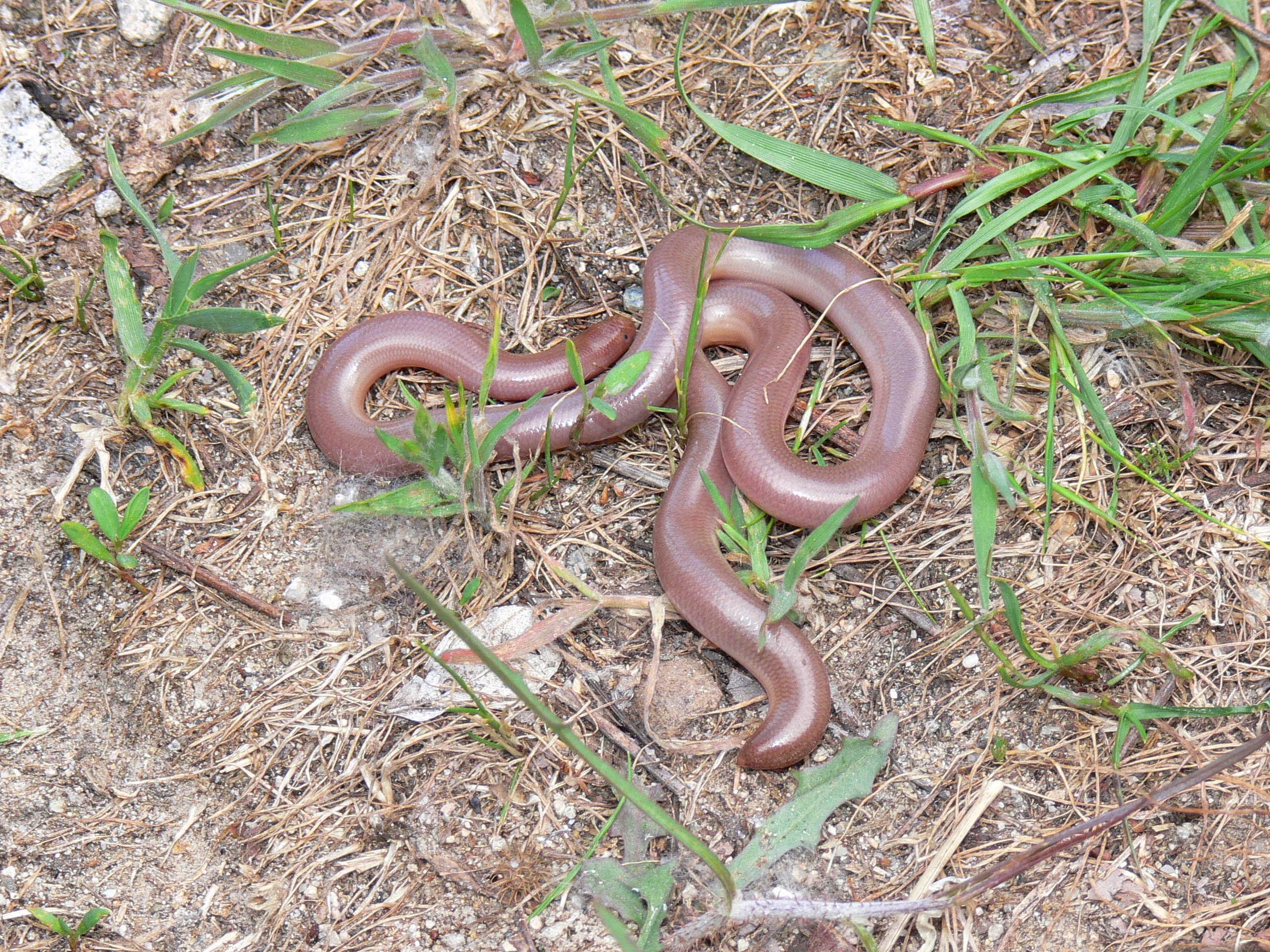
Червеобразная слепозмейка
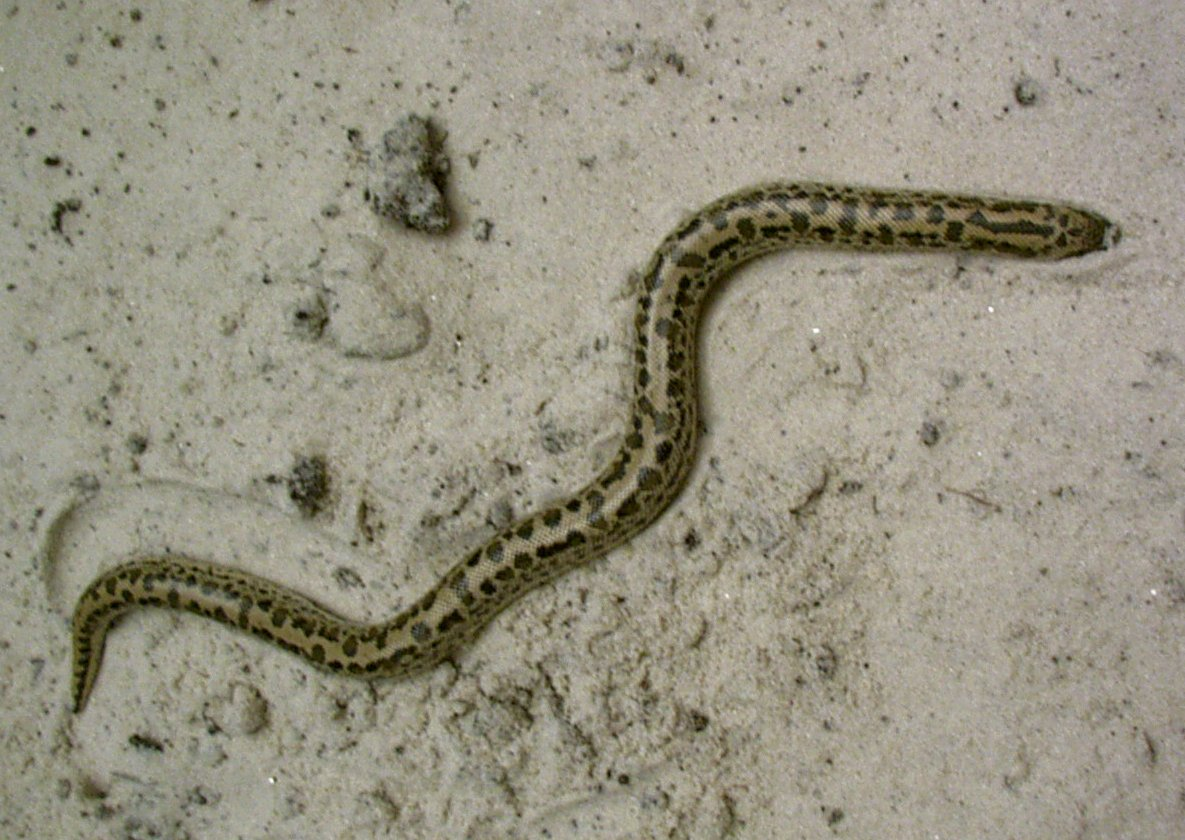
Западный удавчик
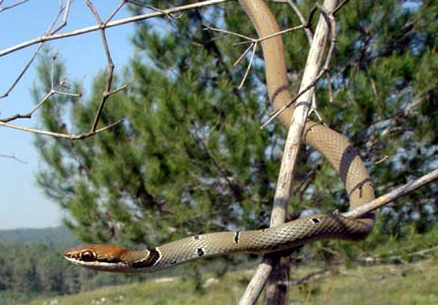
Оливковый полоз
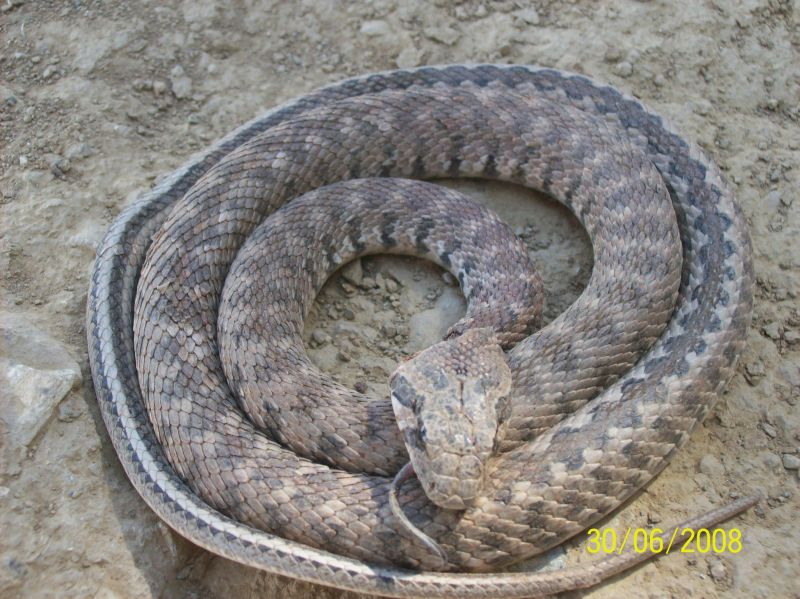
Разноцветный полоз
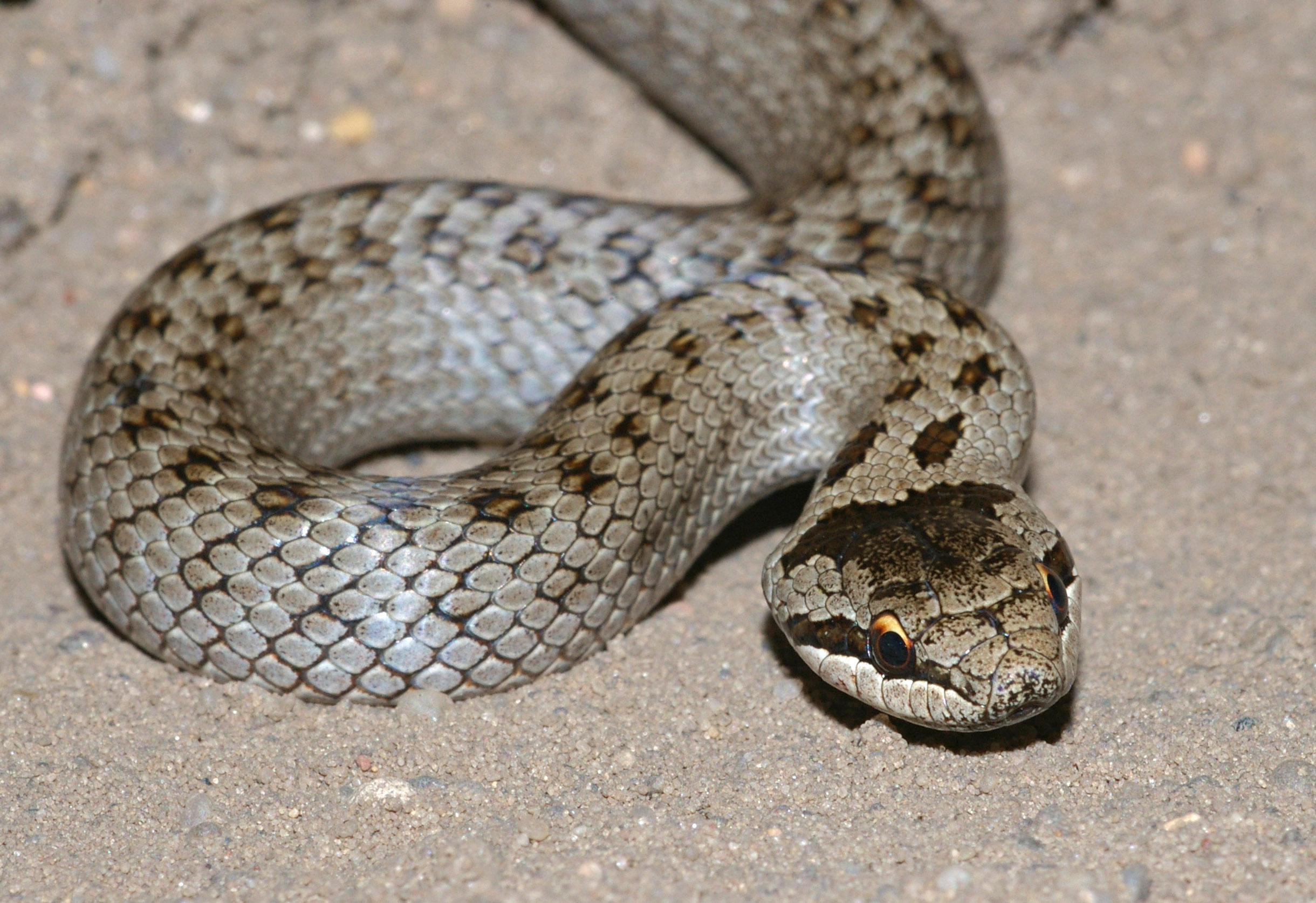
Обыкновенная медянка
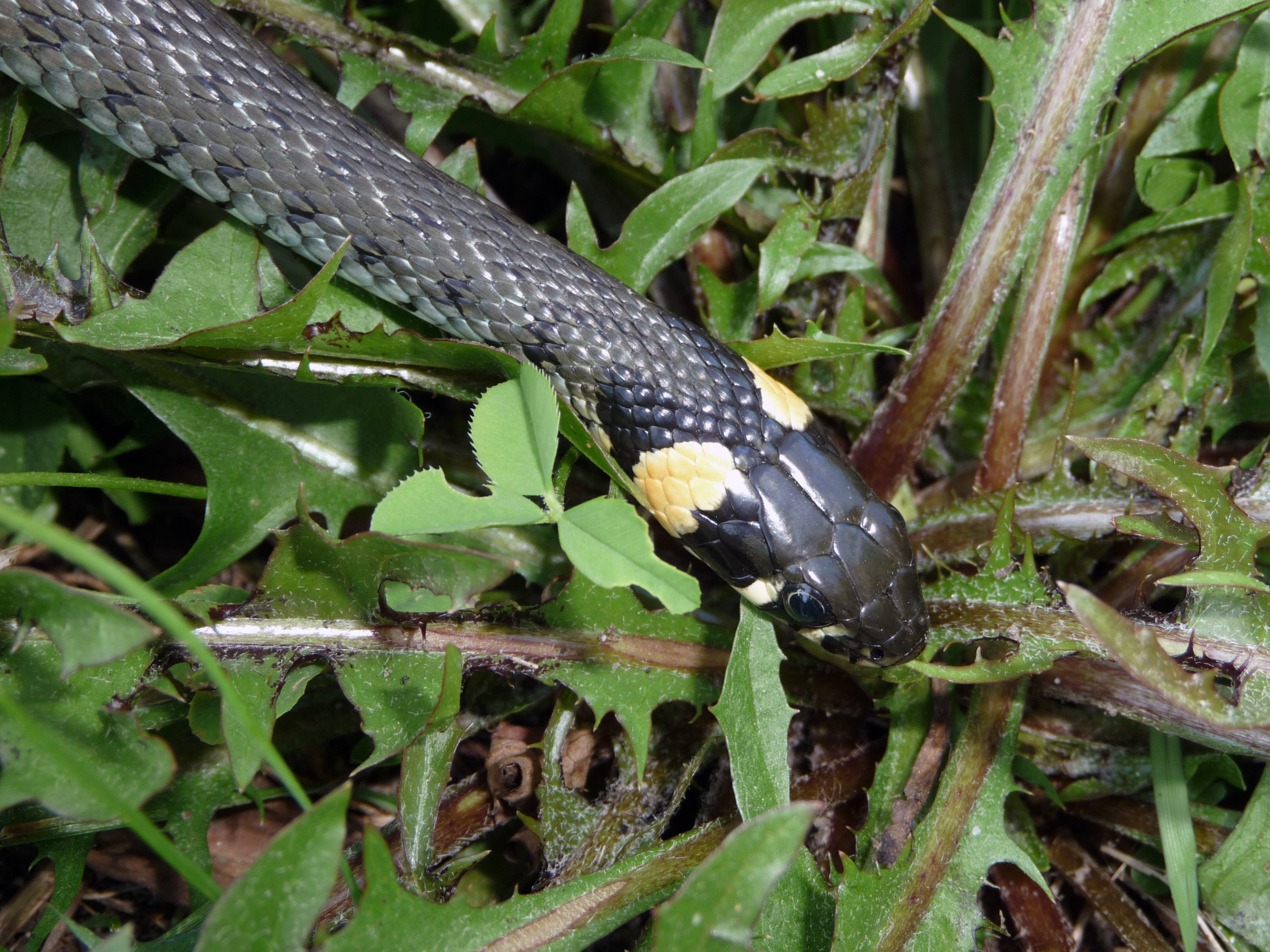
Обыкновенный уж
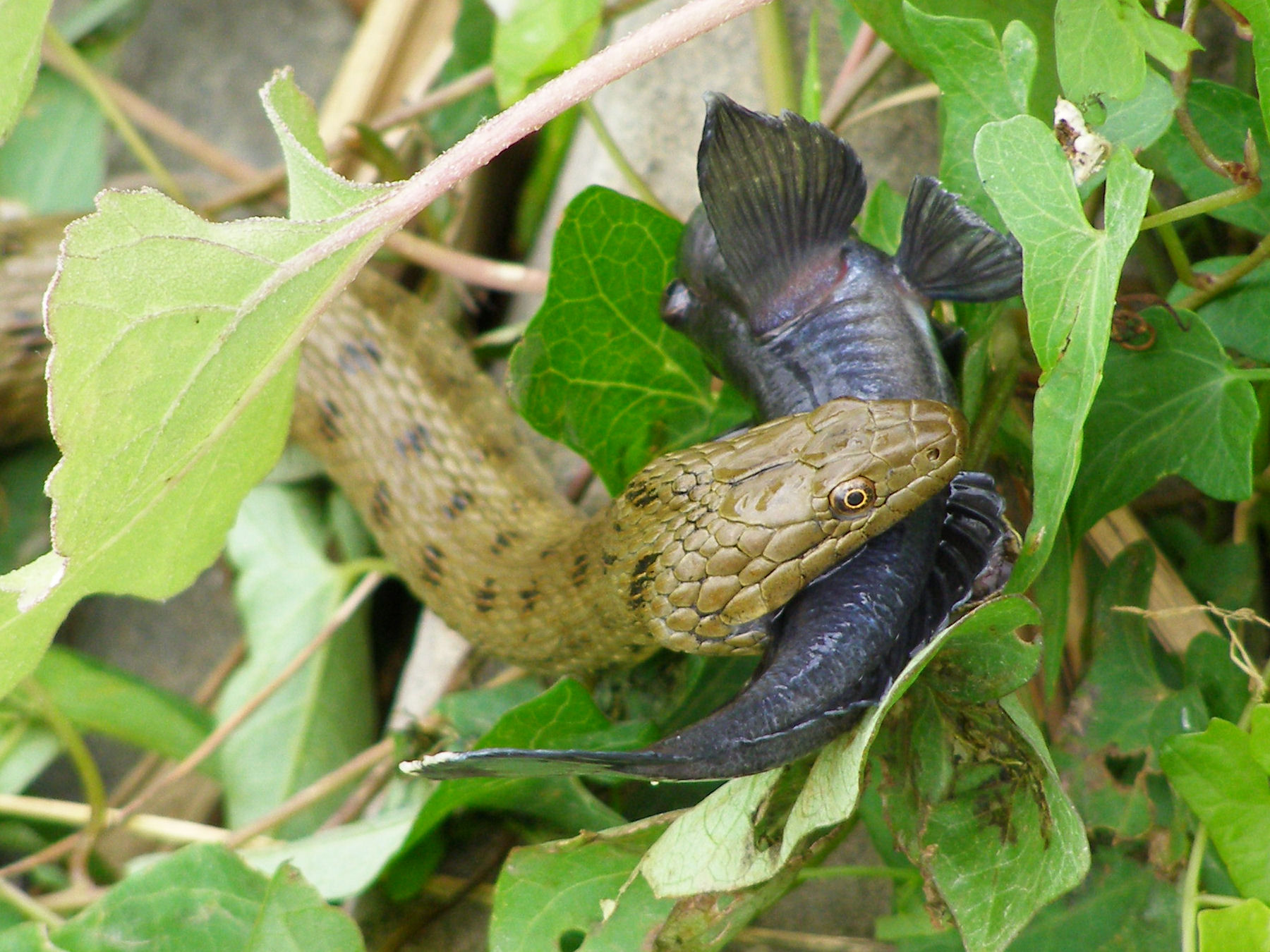
Водяной уж

- Семейство Гадюковые змеи, или гадюки (Viperidae)
  - Род Гадюки, или настоящие гадюки (Vipera)
    - Вид Гадюка Динника (Vipera (Pelias) dinniki);
    - Вид Кавказская гадюка (Гадюка Казнакова) (Vipera (Pelias) kaznakovi);
    - Вид Гадюка Лотиева (Vipera lotievi);
    - Вид Восточная степная гадюка (Vipera (Pelias) renardi);
    - Вид Закавказская носатая гадюка (Vipera transcaucasiana)[4];

  - Род Гигантские гадюки (Macrovipera)
    - Вид Гюрза, или ливанская гадюка (Macrovipera lebetina);

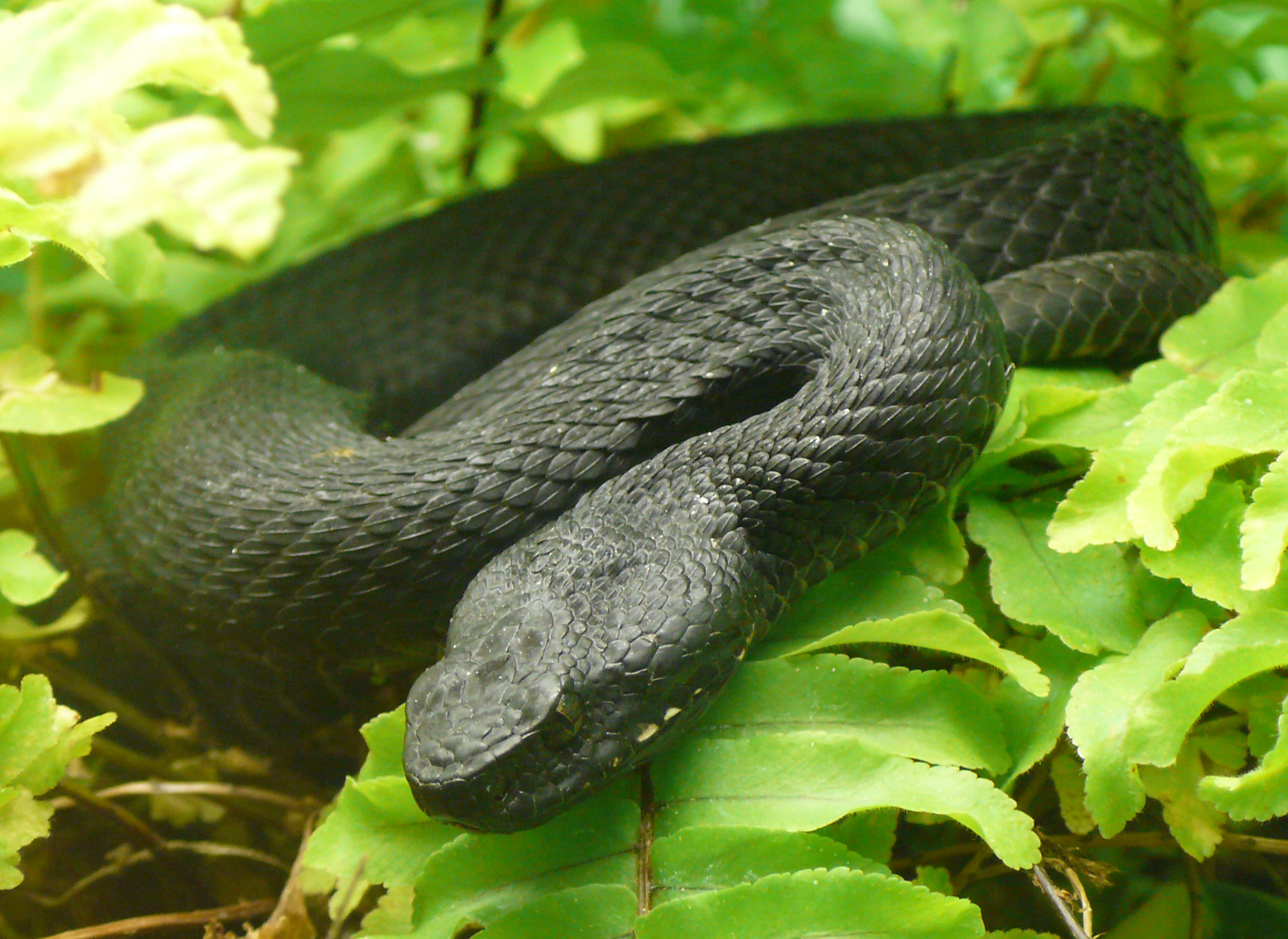
Кавказская гадюка (Гадюка Казнакова)
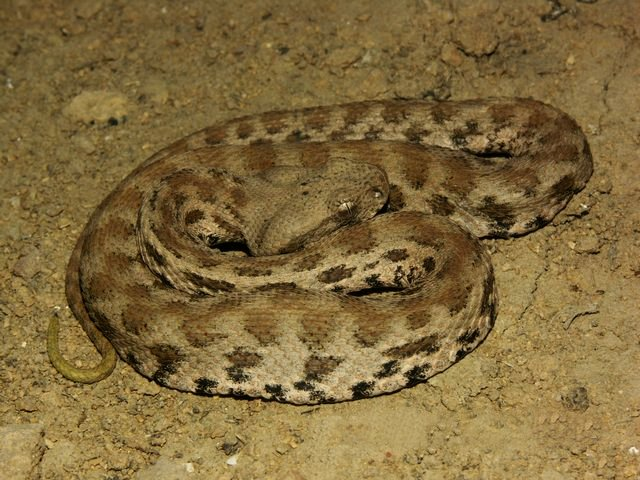
Гюрза, или ливанская гадюка